# Pristimantis simoteriscus
Pristimantis simoteriscus es una especie de anfibio anuro de la familia Craugastoridae.

## Distribución
Esta especie es endémica de la Cordillera Central en Colombia. Habita en los departamentos de Tolima y Quindío entre los 3 580 y 3 680 m de altitud.

## Descripción
Los machos miden de 23.1 a 25.1 mm y las hembras de 25.7 a 31.4 mm.

## Publicaciones originales
- Lynch, Ruíz-Carranza & Ardila-Robayo, 1996 : Three new species of Eleutherodactylus (Amphibia: Leptodactylidae) from high elevations of the Cordillera Central of Colombia. Caldasia, vol. 18, n.º 3, p. 329-342 (texte intégral [archive]).[5]
- Lynch, Ruíz-Carranza & Ardila-Robayo, 1997 : Caldasia, vol. 18, errata supplement.